# Serra da Neve
Die Serra da Neve ist eine Gebirgsgruppe in Angola. Sie liegt in der Provinz Namibe im Südwesten des Landes und gilt als zweithöchstes Gebirge Angolas.
Die höchsten Gipfel der Serra da Neve sind über 2400 m hoch. Sie überragen eine Hochebene, die in rund 1700 Metern Höhe über dem Meeresspiegel liegt.
In den Bergen lebt die Gemeinschaft der Mukwando, die Ackerbau und Viehzucht betreiben.
Die Serra da Neve ist ein Hotspot der Artenvielfalt und beherbergt in der semiariden Klimazone endemische Tierarten wie Afroedura praedicta, eine Geckoart und Poyntonophrynus pachnodes, eine Krötenart. 2023 wurde ein in diesem Gebiet lebender  beinloser Skink aus der Unterfamilie Acontinae erstmals beschrieben. Zu Ehren der Mukwando bekam er den Namen Acontias mukwando.